# Callinicus vittatus
Callinicus vittatus är en tvåvingeart som beskrevs av Wilcox 1936. Callinicus vittatus ingår i släktet Callinicus och familjen rovflugor.
Artens utbredningsområde är Kalifornien. Inga underarter finns listade i Catalogue of Life.